# Lagförslag
Se progymnasmata för lagförslag som retorikövning.
Ett lagförslag är en lagtext som lagts fram till lagstiftande församling för beslut. I bland annat Sverige kan ett lagförslag vara antingen en proposition eller en motion, beroende på om det är den verkställande eller lagstiftande makten som initierat förslaget. Inom EU finns det fyra olika typer lagförslag (förslag, initiativ, rekommendation och framställning) beroende på vilken institution som lägger fram det. Olika stater och Europeiska unionen har olika system för antagande av lagar.